# Vía Crucis Viviente de Andosilla
El vía crucis viviente de Andosilla (Navarra) es una representación de las últimas horas de Jesús de Nazaret, desde el juicio de Poncio Pilatos y su condena a muerte hasta su crucifixión, descendimiento y sepultura. La función, que tiene lugar cada Viernes Santo, se desarrolla por las calles del casco antiguo y está organizada por la asociación «Marcha Joven» e interpretada por vecinos de la localidad.

## Historia
El origen de este vía crucis se encuentra en una adaptación del Evangelio de san Juan que en 1991 realizaron Javier Leoz Ventura, párroco de Andosilla en aquel momento, y el andolense, José Ramón Gurpegui. La primera teatralización se llevó a cabo ese mismo año.

## Personajes
En la representación aparecen, entre otros personajes, Jesús de Nazaret, la Virgen María, Poncio Pilatos, Barrabás, Pedro, José de Arimatea, María de Cleofás, María Magdalena, Simón de Cirene, la Verónica, Juan, Eune (ladrón crucificado), Dimas (ladrón crucificado), mujeres de Jerusalén, hacedores de cruces, soldados romanos, judíos y niños.

## Vestuario
El vestuario, que ha ido evolucionando con el paso de los años, ha sido ideado por la asociación «Marcha Joven» y confeccionado por costureras locales. Todos los personajes calzan sandalias hechas a mano por la propia asociación o adaptando otras compradas. Las corazas de los soldados romanos, que comenzaron siendo de latón, ahora son petos de piel especiales. Los cascos, muy vistosos, han sido realizados por artesanos especializados.

## Las cruces
A lo largo de los años se han utilizado diversas cruces para Jesús y los dos ladrones. La cruz actual de Jesús pesa alrededor de 108 kilos.

## Estaciones
El recorrido, que incluye 14 estaciones, es un trayecto de algo más de 700 metros. La representación comienza con el juicio de Poncio Pilatos a Jesús, su condena a muerte y su flagelación. Después, se escenifican la carga con la cruz, la primera caída y el encuentro con su Madre. Continúa la teatralización con las escenas del cirineo, el encuentro con la Verónica y la segunda caída. Tras esto, se representan escenas de las mujeres de Jerusalén y la tercera caída. Por último, en la plaza General López del Val se desarrolla la última parte y la más emotiva, la crucifixión hasta morir, su descendimiento y su sepultura. 
| Lugar                       | Estación |
| --------------------------- | --- |
| Plaza de los Fueros         | Jesús es condenado a muerte                                                                                           |
| Calle de Felipe de Arin     | Jesús carga con la cruz Jesús cae por primera vez Encuentro de Jesús con su Madre                                     |
| Calle de la Paz             | Jesús es ayudado por un cirineo La Verónica enjuga el rostro de Jesús Jesús cae por segunda vez                       |
| Calle de la Verdura         | Jesús habla a las mujeres de Jerusalén                                                                                |
| Calle Mayor                 | Jesús cae por tercera vez (actuación de la coral de Andosilla)                                                        |
| Plaza General López del Val | Jesús es despojado de sus vestiduras Jesús es crucificado Jesús muere en la cruz El descendimiento Jesús es sepultado |

## Intérpretes de Jesús de Nazaret y la Virgen María
| Jesús de Nazaret               | Años        |
| ------------------------------ | ----------- |
| Eusebio Sarasa Marín           | 1991 - 1992 |
| Julio Jimeno Pardo             | 1993        |
| Juan Carlos Alcalde Monasterio | 1994 - 1995 |
| Eusebio Sarasa Marín           | 1996 - 2000 |
| Asier Sáenz de Urturi Sádaba   | 2001 - 2006 |
| Juan Carlos Alcalde Monasterio | 2007        |
| Adrián Esparza Altozano        | 2008 - 2015 |
| Imanol Moreno Amatriain        | 2016 - 2023 |
| Alberto Cordón Itarte          | 2024        |
| Virgen María                   | Años        |
| Maite Resano Jimeno            | 1991 - 2002 |
| María Arrontes Sáenz           | 2003        |
| Marimar Navarro Gálvez         | 2004 - 2008 |
| Montse Altozano Méndez         | 2009 - 2015 |
| Maite Resano Jimeno            | 2016 - 2022 |
| Aitana Cordón Itarte           | 2023 - 2024 |

## Galería

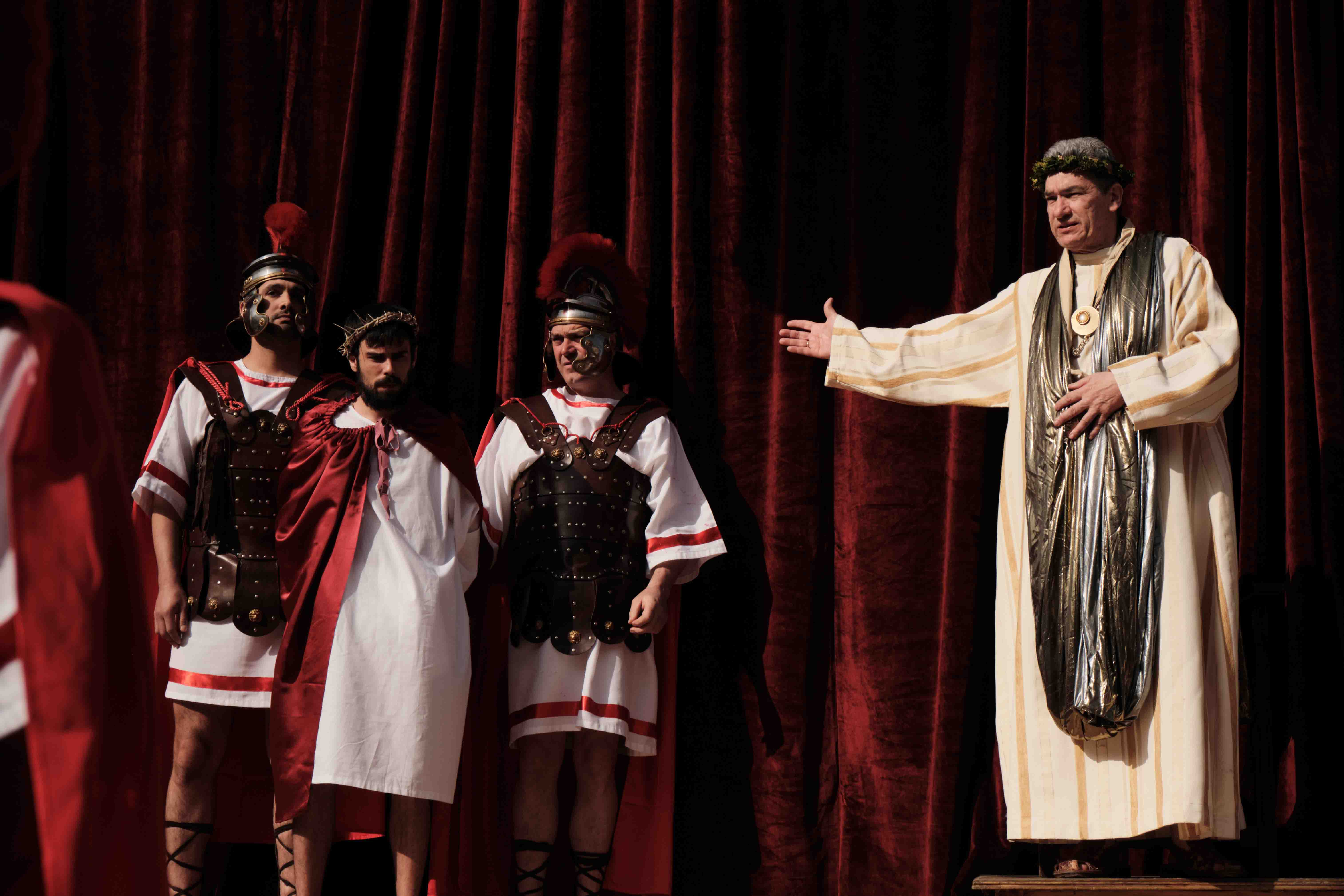
El juicio
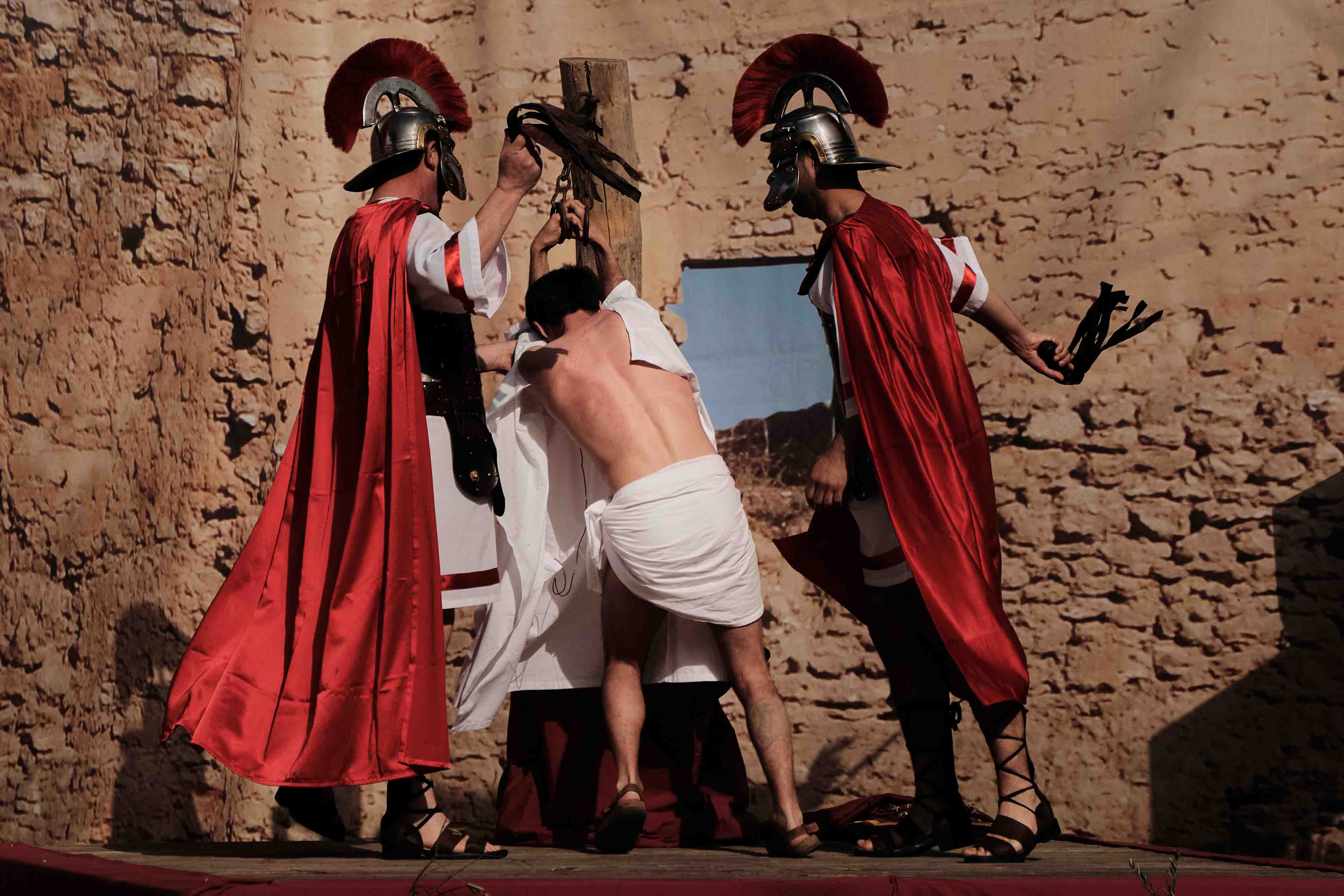
La flagelación
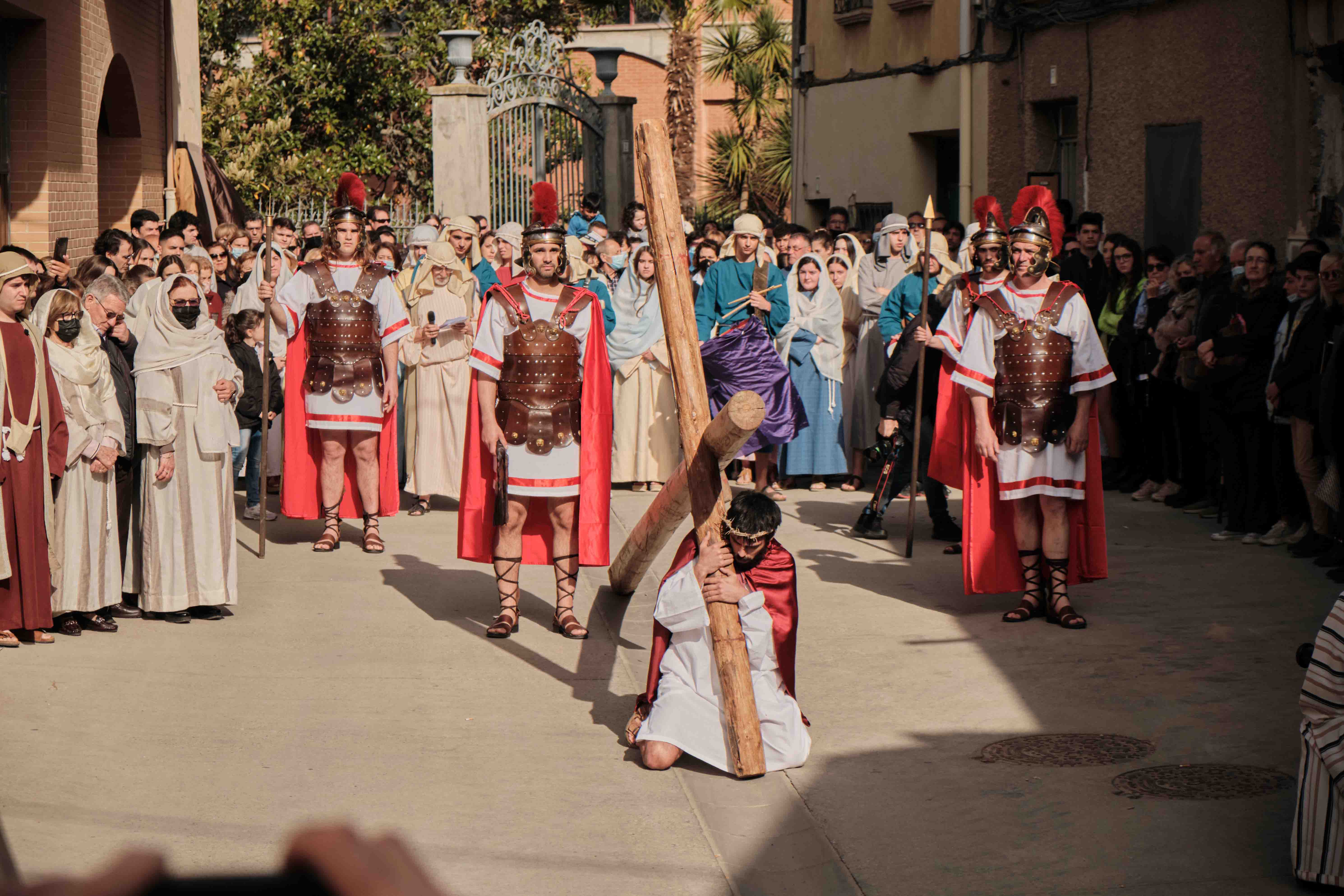
El vía crucis
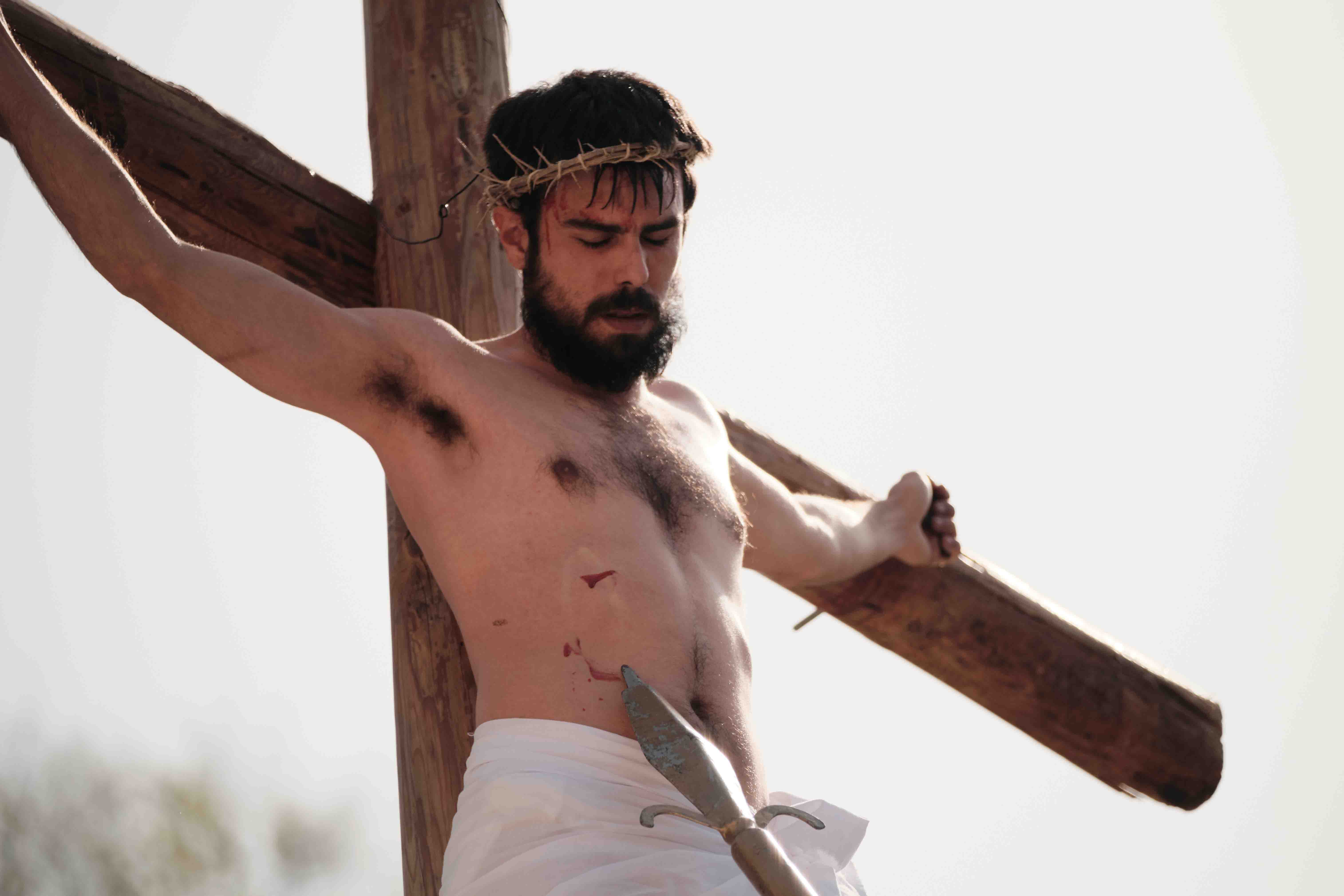
La crucifixión
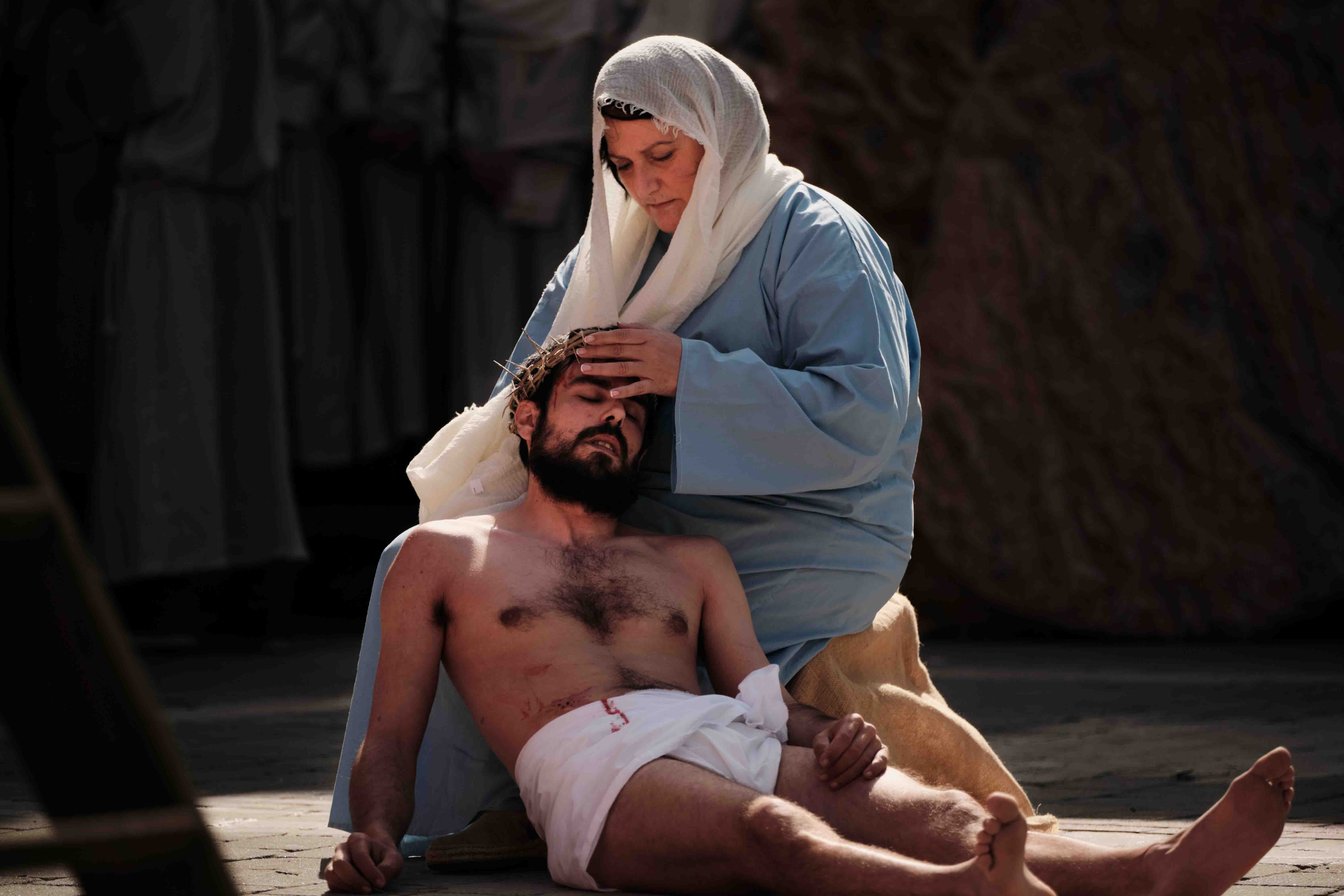
Jesús muerto junto a su madre